# Từ Quỳ Chi
Từ Quỳ Chi (tiếng Trung: 徐逵之; bính âm: Xú Kuízhi, ? - 415), người huyện Đàm, quận Đông Hải  nhân vật cuối đời Đông Tấn trong lịch sử Trung Quốc.

## Cuộc đời
Cha ông là Bí thư giám Từ Khâm Chi. Quỳ Chi cưới con gái lớn của quyền thần Lưu Dụ nhà Đông Tấn là Hưng Đệ (sau này là Hội Kê trưởng công chúa) làm vợ; nhậm chức Bành Thành, Bái 2 quận thái thú, Chấn Uy tướng quân. Khi ấy các con của Lưu Dụ còn nhỏ tuổi, chỉ có Quỳ Chi là thân thích, nên muốn trao đại quyền, nhưng phải tìm cho ông cơ hội lập công trước đã.
Năm Nghĩa Hi thứ 11 (415), Lưu Dụ tiến đánh Bình tây tướng quân, Kinh Châu thứ sử Tư Mã Hưu Chi, giao cho Từ Quỳ Chi đưa 1 vạn quân tinh nhuệ, cùng Từ Doãn Chi, Thẩm Uyên Tử, Khoái Ân làm tiền phong. Bọn họ từ Giang Hạ khẩu  xuất phát, cùng Lỗ Quỹ giao chiến ở Phá Trủng . Lỗ Quỹ dùng kế lừa được Quỳ Chi lên bờ, rồi giết được ông ở trong trận. Doãn Chi, Uyên Tử đến cứu, đều tử trận.
Sau này, đại quân nhà Tấn đến nơi, tướng Tấn là Hồ Phiên lên bờ đẩy lùi được Lỗ Quỹ, Lưu Dụ sai Phủ nội trực đốc hộ Đinh Ngổ thu lấy thi hài của ông đem về chôn cất, truy tặng Trung thư thị lang. Con ông là Từ Trạm Chi còn nhỏ tuổi đã mồ côi cha, rất được Lưu Dụ yêu mến. Về sau Trạm Chi làm tể tướng cho Lưu Tống Văn đế, rất được sủng tín, nên Lỗ Quỹ không dám quay về miền nam.